# Эбеньо, Дэниел
Дэниел Эбеньо (англ. Daniel Simiu Ebenyo; род. 18 сентября 1995, Кения) — кенийский легкоатлет, специализируется в беге на средние дистанции. Серебряный призёр чемпионата мира 2023 года, серебряный призёр чемпионата Африки 2022 года. Участник летних Олимпийских игр 2020 года. 

## Биография
Выросший в графстве Самбуру, Дэниел рано потерял отца. Его воспитанием занималась мать, а позже и бабушка. Добираться до дневной средней школы, которая располагалась в 24 километрах от дома, кенийцу приходилось с использованием быстрого шага и бега. Благодаря этому у Дэниел развились атлетические навыки. Сейчас тренируется в Итене в Рифтовой долине.
Эбеньо заработал место в сборной Кении на летних играх 2020 года на дистанции 5000 метров после того, как финишировал в топ-2 на Олимпийских соревнованиях и показав личный рекорд 13:05,05. На Играх в Токио на дистанции 5000 метров Дэниел в своём предварительном забеге занял десятое место с результатом 13:41.64 и не попал в финал. 
В марте 2022 года он финишировал четвертым на дистанции 3000 метров на чемпионате мира по легкой атлетике в помещении в Белграде. Затем он выиграл титул чемпиона Кении на дистанции 5000 метров, а также завоевал серебро на чемпионате Африки по легкой атлетике 2022 года. Он квалифицировался в финал на дистанции 5000 метров на чемпионате мира по легкой атлетике 2022 года в Юджине. Завоевал серебряную медаль на дистанции 10 000 м на Играх Содружества 2022 года, проходивших в Бирмингеме.
В 2023 году на чемпионате мира по лёгкой атлетике, который состоялся в Будапеште, атлет из Кении, в беге на 10000 метров, с результатом 27:52,60 стал серебряным призёром чемпионата мира.

## Персональные результаты
| Дисциплина   | Время    | Место     | Дата |
| ------------ | -------- | --------- | ---- |
| 3000 метров  | 7.40,39  | Загреб    | 2022 |
| 5000 метров  | 12.54,90 | Брюссель  | 2022 |
| 10000 метров | 27.11,26 | Бирмингем | 2022 |
| 2 мили       | 8.19,67  | Эжен      | 2021 |